# Херла (Сучава)
Херла (рум. Herla) насеље је у Румунији у округу Сучава у општини Слатина. Oпштина се налази на надморској висини од 476 m.

## Становништво
Према подацима из 2002. године у насељу је живело 1338 становника, од којих су сви румунске националности.